# Estadio Nishikyogoku
El Estadio Nishikyogoku, (Nishikyōgoku Sutajiamu), también llamado Estadio Atlético Nishikyōgoku, es un estadio multiusos situado en la ciudad de Kioto, Prefectura de Kioto, en Japón. El estadio fue inaugurado en 1942 y posee una capacidad para 20 300 personas, es utilizado principalmente para la práctica de atletismo, rugby y fútbol, siendo la casa del club Kyoto Sanga de la J2 League.
Fue una de las sedes de la Copa Mundial de Fútbol Sub-17 de 1993 en donde albergó seis partidos de primera fase y un juego de cuartos de final.